# 松永裕美
松永 裕美（まつなが ひろみ、1984年6月5日 - ）は、山口県下関市出身 のプロボウラー。株式会社アメリカンボウリングサービス所属、小嶺シティボウル（福岡県北九州市八幡西区）専属。JPBA37期生（2004年ライセンス取得）ライセンスNo.384。BS日テレ放送の『ボウリング革命 P★League』（以下Pリーグと表記）にも出演し、キャッチフレーズは『博多のミラクルファイター』。 Pリーグでの優勝回数は最多の13回を誇る（第79戦終了時点）また、Pリーグ関連の試合では唯一のパーフェクトゲーム達成者(DVD第7弾にて)。

## 人物
身長153.5cm、血液型はA型。利き腕は右。眼鏡を使用している。
小学生の時、ボウラーの両親に連れられ、ボウリングに初めて触れる。中学入学後、本格的にボウリングに打ち込み、下校後は毎日ボウリング場で練習する生活となる。
高校は地元の山口県を離れ、福岡県のボウリング強豪校（福岡第一高等学校）へ入学。アジアインタースクール選手権、全日本高校選手権、全国高校対抗選手権など国内外で数々のタイトルを獲得する活躍を見せる。
高校卒業後、ボウリング場でアルバイトを開始し、翌年プロテストに初挑戦。2次試験最終日で親指の皮がむけるアクシデントに見舞われながらも、実技試験トップ合格を果たした。
プロテスト合格後約1年休養し、2006年に再始動。ママさんボウラーとして復帰し、2009年以後は安定した好成績を残している。
小嶺シティボウルに所属し、同所属の後輩プロボウラーの宇山侑花、中島瑞葵と共に「小嶺三姉妹」と呼ばれることもある。

## 主な成績

### JPBAランキング
- 2009年アベレージランキング1位、ポイントランキング2位、賞金ランキング2位[4]
- 2010年アベレージランキング1位、ポイントランキング2位、賞金ランキング2位[5]
- 2011年アベレージランキング1位、ポイントランキング1位、賞金ランキング2位（2冠）[6]
- 2012年アベレージランキング1位、ポイントランキング1位、賞金ランキング2位（2冠）[7]
- 2013年アベレージランキング1位、ポイントランキング1位、賞金ランキング1位（3冠王）[8]
- 2014年アベレージランキング2位、ポイントランキング1位、賞金ランキング2位[9]
- 2015年アベレージランキング3位、ポイントランキング2位、賞金ランキング4位[10]
- 2016年アベレージランキング1位、ポイントランキング1位、賞金ランキング4位（2冠）[11]
- 2017年アベレージランキング1位、ポイントランキング1位、賞金ランキング1位（2度目の3冠王）
- 2018年アベレージランキング1位、ポイントランキング2位、賞金ランキング2位
- 2019年アベレージランキング6位、ポイントランキング8位、賞金ランキング7位

### JPBAツアー成績（優勝）2009年7月 JFEカップ千葉女子オープンレディース 優勝
- 2009年12月 第41回全日本女子プロボウリング選手権大会 優勝
- 2010年10月 ROUND1Cup Ladies 2010 優勝
- 2010年11月 群馬オープンレディーストーナメント 優勝
- 2011年2月 第33回関西オープン女子トーナメント 優勝
- 2011年7月 第27回六甲クィーンズオープントーナメント 優勝
- 2011年12月 第43回全日本女子プロボウリング選手権大会 優勝
- 2013年 グリコセブンティーンアイス杯第1回プロアマボウリングトーナメント 優勝
- 2013年12月 第45回全日本女子プロボウリング選手権大会 優勝
- 2014年9月 東海女子オープン 優勝
- 2014年12月 第46回全日本女子プロボウリング選手権大会 優勝
- 2015年7月 第31回六甲クィーンズオープントーナメント 優勝
- 2017年7月 東海オープン 優勝
- 2017年11月 第40回ABSジャパンオープン 優勝
- 2018年11月 第41回STORMジャパンオープン 優勝
- 2019年11月 第42回STORMジャパンオープン 優勝
- 通算 16勝（公認パーフェクト9回、800シリーズ達成3回）

### その他の成績
- 2006年 プロボウリングレディース新人戦 2位
- 2007年 ラウンドワンカップ 3位
- 2007年 全日本選手権 4位
- 2008年 DHC第2戦 2位
- 2008年 DHCカップGirlsインターナショナルチャンピオンシップ 4位
- 2008年 DHC第4戦 2位
- 2009年 DHC第2戦 3位
- 2009年 サラダボウルカップ 2位
- 2009年 第29回神戸プロアマボウリングフェスティバル（承認）優勝
- 2009年 BIGBOX東大和カップ 2位
- 2009年 第33回ABSジャパンオープン 3位
- 2009年 群馬オープン レディース 2位
- 2010年 第5回MKチャリティカップ 準優勝

### Pリーグでの成績（3位以上）
- 第9戦 2位
- 第10戦 2位
- 第17戦 3位
- 第18戦 優勝
- 第19戦 優勝（史上初の2連覇）
- 第21戦 優勝
- 第25戦 3位
- 第29戦 優勝
- 第30戦 優勝
- 第31戦 優勝（史上初の3連覇）
- 第32戦 優勝（史上初の4連覇）
- 第35戦 3位
- 第37戦 優勝
- 第39戦 優勝
- 第49戦 優勝[12]
- 第54戦 優勝
- 第4シーズンチャンピオン決定戦 優勝
- 第57戦 2位
- 第59戦 優勝
- 第6シーズンチャンピオン決定戦 2位
- 第67戦 3位
- 第78戦 2位
- 第79戦 優勝
- 通算 13勝、シーズンチャンピオン1回

## 出演

### テレビ
- 「ボウリング革命 P★League」（BS日テレ）※第8戦より出場
- 「アメトーーク!」 (2011年8月18日、テレビ朝日) - 「Pリーグ芸人」のプレゼンターとして出演。
- 「心ゆさぶれ!先輩ROCK YOU」(2012年2月、日本テレビ)
- 「炎の体育会TV」スペシャル・スプリットクラッシュボウリング(2013年3月2日、TBSテレビ)